# Andreas Kappeler

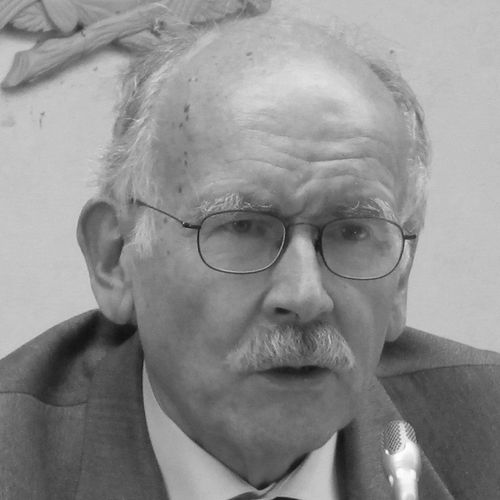
Andreas Kappeler, 2013, Konferenz in Seoul

Andreas Kappeler (* 20. September 1943 in Winterthur) ist ein Schweizer Historiker. Er ist emeritierter Professor für Osteuropäische Geschichte an der Universität Wien.

## Biographie
Kappeler studierte von 1962 bis 1969 Geschichte, Slawistik, Publizistik und Osteuropäische Geschichte an den Universitäten Zürich und Wien. 1969 erfolgte die Promotion an der Universität Zürich, an deren Historischem Seminar er von 1970 bis 1976 als wissenschaftlicher Assistent tätig war. Anschliessend forschte er von 1976 bis 1978 als Habilitations-Stipendiat des Kantons Zürich in Paris, Helsinki und Moskau. Nach seiner Habilitation für Osteuropäische Geschichte über die an der Wolga lebenden ethnischen Gruppen (Tataren, Tschuwaschen, Baschkiren, Mari u. a.) im Jahr 1979 blieb er noch bis 1982 als Oberassistent an der Universität Zürich. 1982 erhielt er einen Ruf als Professor für Osteuropäische Geschichte an die Universität zu Köln, an der er bis zu seiner Berufung an die Universität Wien 1998 lehrte. Bis zu seiner Emeritierung 2011 war er ordentlicher Universitätsprofessor am Institut für Osteuropäische Geschichte der Universität Wien.
Bis 2016 war Kappeler verantwortlicher Herausgeber der Jahrbücher für Osteuropäische Geschichte und saß im Herausgeberkollegium mehrerer internationaler Fachzeitschriften. Zusätzlich fungiert er als Gutachter internationaler Forschungsvorhaben. Neben mehreren Drittmittelprojekten initiierte er an der Universität zu Köln ein Datenerhebungsprojekt zur Volkszählung in Russland 1897, ein internationales Forschungsprojekt zu russisch-ukrainischen Beziehungen sowie das Doktoratskolleg „Galizien und sein multikulturelles Erbe“ an der Universität Wien.

## Forschungsschwerpunkte
Kappelers Forschungsschwerpunkt ist das Zarentum Russland mit besonderem Augenmerk auf die unterschiedlichen Nationalitäten des vormodernen Zarenreichs, wobei sozialgeschichtliche Fragestellungen im Mittelpunkt seines Interesses stehen. Er gilt als Spezialist für die Geschichte der Muslime in Russland und Zentralasien. Als einer der ersten Historiker im deutschsprachigen Raum begann er bereits in den 1980er Jahren, sich mit der Geschichte der Ukraine zu beschäftigen. Nach seiner Berufung an die Universität Wien bezog er verstärkt auch die ehemals habsburgischen Gebiete der heutigen Ukraine (Galizien) in seine Forschungen ein. Er schrieb 2017, in Belangen der Nationen im Bereich der Ukraine habe der Westen fälschlicherweise «unbesehen die russische Sichtweise [übernommen], die seit zwei Jahrhunderten die Deutungshoheit» hatte.
Kappeler ist seit 1996 Mitglied der Ukrainischen Akademie der Wissenschaften und der Tschuwaschischen Akademie der Wissenschaften; seit 2001 gehört er auch der Österreichischen Akademie der Wissenschaften an.

## Auszeichnungen
- 2006 Kardinal-Innitzer-Würdigungspreis
- 2007 Ehrendoktorat der Tschuwaschischen Staatlichen Universität, Tscheboksary (Tschuwaschien, Russland)
- 2024 Österreichischer Staatspreis für Geschichtswissenschaften: Sonderpreis für das Lebenswerk[4]

## Werke
- Ivan Groznyj im Spiegel der ausländischen Druckschriften seiner Zeit. Ein Beitrag zur Geschichte des westlichen Russlandbildes. Lang, Bern/Frankfurt am Main 1972, ISBN 3-261-00432-0 (= Dissertation, Universität Zürich, 1969).
- Rußlands erste Nationalitäten. Das Zarenreich und die Völker der Mittleren Wolga vom 16. bis 19. Jahrhundert (Beiträge zur Geschichte Osteuropas. Band 14). Böhlau, Köln/Wien 1981, ISBN 3-412-03481-9 (= Habilitationsschrift, Universität Zürich, 1979).
- Rußland als Vielvölkerreich. Entstehung, Geschichte, Zerfall. C. H. Beck, München 1992, ISBN 978-3-406-74314-6 (3. Auflage 2019; französische, russische, englische, ukrainische und italienische Übersetzung).
- Kleine Geschichte der Ukraine. 1. Auflage. C. H. Beck, München 1994, ISBN 3-406-37449-2. 9., aktualisierte Auflage. München 2024, ISBN 978-3-406-81183-8.
- Russische Geschichte. C. H. Beck, München 1997, ISBN 3-406-41876-7 (7., aktualisierte Auflage. 2016, ISBN 978-3-406-47076-9).
- Der schwierige Weg zur Nation. Beiträge zur neueren Geschichte der Ukraine. (= Wiener Archiv für Geschichte des Slawentums und Osteuropas. Band 20). Böhlau, Wien/Köln/Weimar 2003, ISBN 3-205-77065-X.
- “Great Russians” and “Little Russians”: Russian-Ukrainian Relations and Perceptions in Historical Perspective. University of Washington, Washington 2003.
- Russland und die Ukraine. Verflochtene Biographien und Geschichten. Böhlau, Wien/Köln/Weimar 2012, ISBN 978-3-205-78775-4.
- Die Kosaken. Geschichte und Legenden. C. H. Beck, München 2013, ISBN 978-3-406-64676-8.
- Die Tschuwaschen: Ein Volk im Schatten der Geschichte. Böhlau 2016, ISBN 978-3-412-50564-6.[5]
- Vom Land der Kosaken zum Land der Bauern: die Ukraine im Horizont des Westens vom 16. bis 19. Jahrhundert, Böhlau 2020, ISBN 978-3-205-21221-8.
- Ungleiche Brüder. Russen und Ukrainer vom Mittelalter bis zur Gegenwart. Erweiterte Neuausgabe. C. H. Beck, München 2023, ISBN 978-3-406-80042-9.

Als Herausgeber
- Die Ukraine. Prozesse der Nationsbildung. Böhlau, Wien/Köln/Weimar 2011, ISBN 978-3-412-20659-8.
  - auch auf Ukrainisch erschienen: Мала історія України (Mala istorija Ukrai͏̈ny, übersetzt von Oleh Blaščuk), КІС / KIS, Kyïv 2007, ISBN 978-966-7048-82-2.